# Krustpils (novads)
Krustpils (en letton : Krustpils novads)  est une ancienne municipalité de Lettonie, située dans la région de Latgalie. Créé en 2009, elle est supprimée en 2021 et fusionnée dans la municipalité de Jēkabpils.

## Histoire
La municipalité est formée lors de la réforme de 2009 à partir d'une partie du district de Jekabpils. Elle se compose de six paroisses : Atašienė, Krustpils,  Kūkai, Mežare, Variešiai, Vype, toutes situées sur la rive droite de la Daugava, dans les parties nord et est de l'ancien district de Jēkabpils. Son centre administratif est situé à Jēkabpils qui ne fait pas partie de la municipalité. En 2009, sa population est de 6 827 habitants.
Après la réforme administrative-territoriale de 2020, elle est supprimée et incorporée dans la nouvelle municipalité de Jekabpils le 1er juillet 2021.